# Ретроспектива в программировании
Ретроспектива (англ. Retrospective) — это практика в разработке программного обеспечения, направленная на улучшение процесса. Популярность ретроспективы связана с внедрением гибких методологий. Является разновидностью мозгового штурма.

## Структура
Ретроспектива является совещанием проектной команды в конце итерации, либо отчетного периода с целью выявления удачных и неудачных процессуальных действий за период. 
- Подготовка
- Мозговой штурм
- Голосование
- План действий

Во время подготовки ведущий ретроспективы (скрам-мастер или аджайл коуч) предлагает команде настроиться на работу и вспомнить прошедшую итерацию. Далее участники ретроспективы записывают, что прошло удачно, что неудачно и идеи в режиме мозгового штурма. В сформированном списке через голосование команда выбирает какие идеи можно реализовать в следующей итерации. Формируется план действия, под которыми подписываются волонтёры.

## Форматы
Во время мозгового штурма предложения участников выписываются на доске или флипчарте в формате нескольких колонок. Наименования колонок может быть:
- Что прошло хорошо/Что можно улучшить
- Оставить это/Вызывает проблемы/Попробуем это
- Bug fix analysis/Knowledge sharing/Fix process/Roles/Practices
- Fishbone diagrams
- Ось времени

Могут использоваться методы причинно-следственного анализа.